# زژیسواو کاوکی
زژیسواو کاوکی (انگلیسی: Zdzisław Kawecki; ۲۱ مهٔ ۱۹۰۲ – ۱ ژانویهٔ ۱۹۴۰) افسر (ارتش)، و سوارکار اهل لهستان بود.